# Табак клейкий
Таба́к кле́йкий (лат. Nicotiana glutinosa) — вид травянистых растений из рода Табак семейства Паслёновые (Solanaceae).

## Распространение и среда обитания
В природе распространён в Южной Америке.
Практически нигде не культивируется, так как имеет очень неприятный запах.

## Ботаническое описание
Табак клейкий — однолетнее травянистое растение, достигает в высоту 80—100 см. Все части растения покрыты волосками, издающими неприятный запах.
Листья черешковые, сердцевидные и округло-сердцевидные.
Цветки светло-зеленовато-жёлтые или красные снаружи, розово-красные, красные или лимонно-жёлтые внутри, колокольчатые, с неравными зубцами, с чашевидно расширенной косой горловиной, 15—20 мм длиной и такой же ширины, лимб венчика в ширину 8—12 мм, трубка венчика 3—5 мм длиной; собраны в соцветие — ложная кисть.